# Prune-Belly-Syndrom

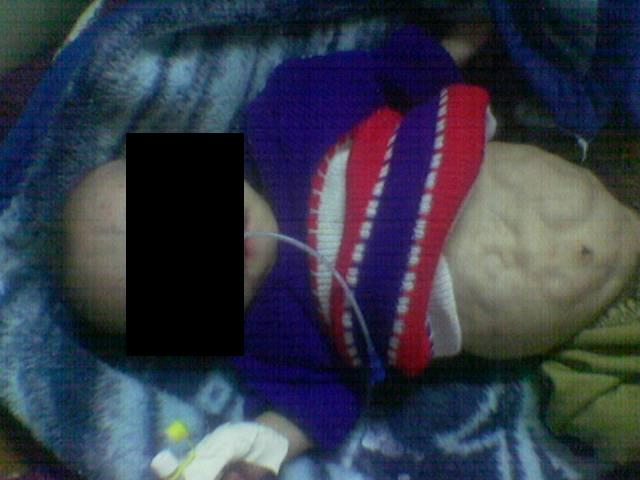
Ägyptisches Kind mit Down-Syndrom und Prune-Belly-Syndrom

Das Prune-Belly-Syndrom (PBS), auch Bauchdeckenaplasie-Syndrom oder Eagle-Barret-Syndrom genannt, ist ein angeborenes Fehlbildungssyndrom. Es ist gekennzeichnet durch eine Symptomentrias, die aus Fehlen von Bauchmuskulatur, schweren Fehlbildungen der ableitenden Harnwege und beidseitigem Kryptorchismus (nur bei Jungen) besteht. Da nur 1 von 40 000 Neugeborene, davon 95 % Jungen, betroffen sind, zählt es zu den Seltenen Krankheiten.

## Bedeutung des Namens und Medizingeschichte
Prune-Belly-Syndrom ist ein Begriff englischer Herkunft und bedeutet übersetzt in etwa „Pflaumenbauchsyndrom“ oder „Dörrpflaumenbauchsyndrom“ (prune engl. für „Back-“ oder „Dörrpflaume“ und belly für „Bauch“). Damit ist das runzelige Aussehen, ähnlich einer getrockneten Pflaume, des Bauches der Betroffenen gemeint, das durch die Fehlbildung der Bauchmuskulatur verursacht wird. Darüber hinaus gibt es einige weitere Synonyme wie Obrinsky-Fröhlich-Syndrom, benannt nach Franz Fröhlich und William Obrinsky oder Eagle-Barrett-Syndrom benannt nach George S. Barrett und J. F. Eagle.
Franz Fröhlich beschrieb 1839 den ersten Fall, bei dem ein Fehlen der Bauchmuskulatur beobachtet wurde. Andere Fehlbildungen, wie sie typischerweise beim Prune-Belly-Syndrom vorkommen, wurden jedoch nicht beschrieben. R. W. Parker beschrieb 1895 den Fall eines Patienten bei dem zusätzlich zum Fehlen der Bauchmuskulatur Kryptorchismus nachweisbar war. Daraufhin folgten viele weitere Publikationen, unter anderem die von Eagle und Barrett, die 9 Fälle beschrieben hatten.

## Häufigkeit
Die Inzidenz der Erkrankung liegt bei Lebendgeburten zwischen 1:30000 und 1:50000. Jungen sind im Vergleich zu Mädchen wesentlich häufiger betroffen. Nur 3–10 % der Betroffenen sind Mädchen. In der medizinischen Fachliteratur gibt es über 200 Fallberichte.

## Klinisches Bild
Nach der Geburt ist der charakteristische gefältelte Bauch auffällig. Die Fältelung wird durch die Hypoplasie der Bauchwandmuskulatur verursacht. Bei Jungen sind keine Hoden im Hodensack zu tasten (Kryptorchismus).  Die Hoden liegen meist im Bauchbereich (intraabdominal). Darüber hinaus können Fehlbildungen weiterer Organe oder Organsysteme auffällig sein. Das Skelettsystem kann in Form von Klumpfüßen, einer angeborenen Gelenksteife (Arthrogryposis multiplex congenita), Hüftluxationen, Hüftdysplasien und Vielfingrigkeit betroffen sein. Es können Fehlbildungen des Magen-Darm-Trakts auftreten, wie beispielsweise Malrotation, Analatresie, Gastroschisis und Omphalozele. Weitere mögliche Fehlbildungen sind eine Lungendysplasie sowie Fehlbildungen des kardiovaskulären Systems in etwa 10 % der Fälle, vor allem Vorhof- und Ventrikelseptumdefekte und Fallot-Tetralogie.

## Diagnostik
Bereits vor der Geburt können mit Hilfe des Ultraschalls Erweiterungen der Harnwege und Bauchdeckenunregelmäßigkeiten festgestellt werden. Die Abgrenzung der durch die Nierendysplasie verursachten Harnwegserweiterung von anderen Ursachen wie einem vesikorenalen Reflux oder Harnröhrenklappen ist schwierig.

## Ursache
Die Ursache des Prune-Belly-Syndroms ist nicht bekannt. Es werden mehrere Ursachen diskutiert.

## Weiterführende Literatur
- S. Hassett, G. H. Smith, A. J. Holland: Prune belly syndrome. In: Pediatric surgery international. [elektronische Veröffentlichung vor dem Druck] Dezember 2011, ISSN 1437-9813, doi:10.1007/s00383-011-3046-6, PMID 22198807.
- J. C. Routh, L. Huang u. a.: Contemporary epidemiology and characterization of newborn males with prune belly syndrome. In: Urology. Band 76, Nummer 1, Juli 2010, S. 44–48, ISSN 1527-9995, doi:10.1016/j.urology.2009.12.072, PMID 20381841.
- A. G. Woods, D. H. Brandon: Prune belly syndrome. A focused physical assessment. In: Advances in neonatal care : official journal of the National Association of Neonatal Nurses. Band 7, Nummer 3, Juni 2007, S. 132–143, ISSN 1536-0903, PMID 17844777. (Review).